# تشارلز غيلبرت
تشارلز غيلبرت (9 يناير 1855 في المملكة المتحدة - 28 سبتمبر 1937 في المملكة المتحدة) (بالإنجليزية: Charles Gilbert)‏ هو لاعب كريكت بريطاني (وحمل سابقاً جنسية المملكة المتحدة لبريطانيا العظمى وأيرلندا). لعب مع نادي مقاطعة سري للكريكت ‏ ونادي مقاطعة ستافوردشاير للكريكت ‏.

## وصلات خارجية
- تشارلز غيلبرت على موقع إي آس بي آن كريك إنفو (الإنجليزية)